# سیکورسکی ایکس‌اس‌اس
سیکورسکی ایکس‌اس‌اس (به انگلیسی: Sikorsky XSS) یک هواگرد ساختِ کارخانهٔ سیکورسکی در کشور ایالات متحده آمریکا است. نخستین استفاده‌کنندهٔ این هواپیما نیروی دریایی ایالات متحده آمریکا بوده‌است. این هواگرد برای نخستین بار در ۱۹۳۳ میلادی مورد استفاده قرار گرفت.